# The Road to Hollywood

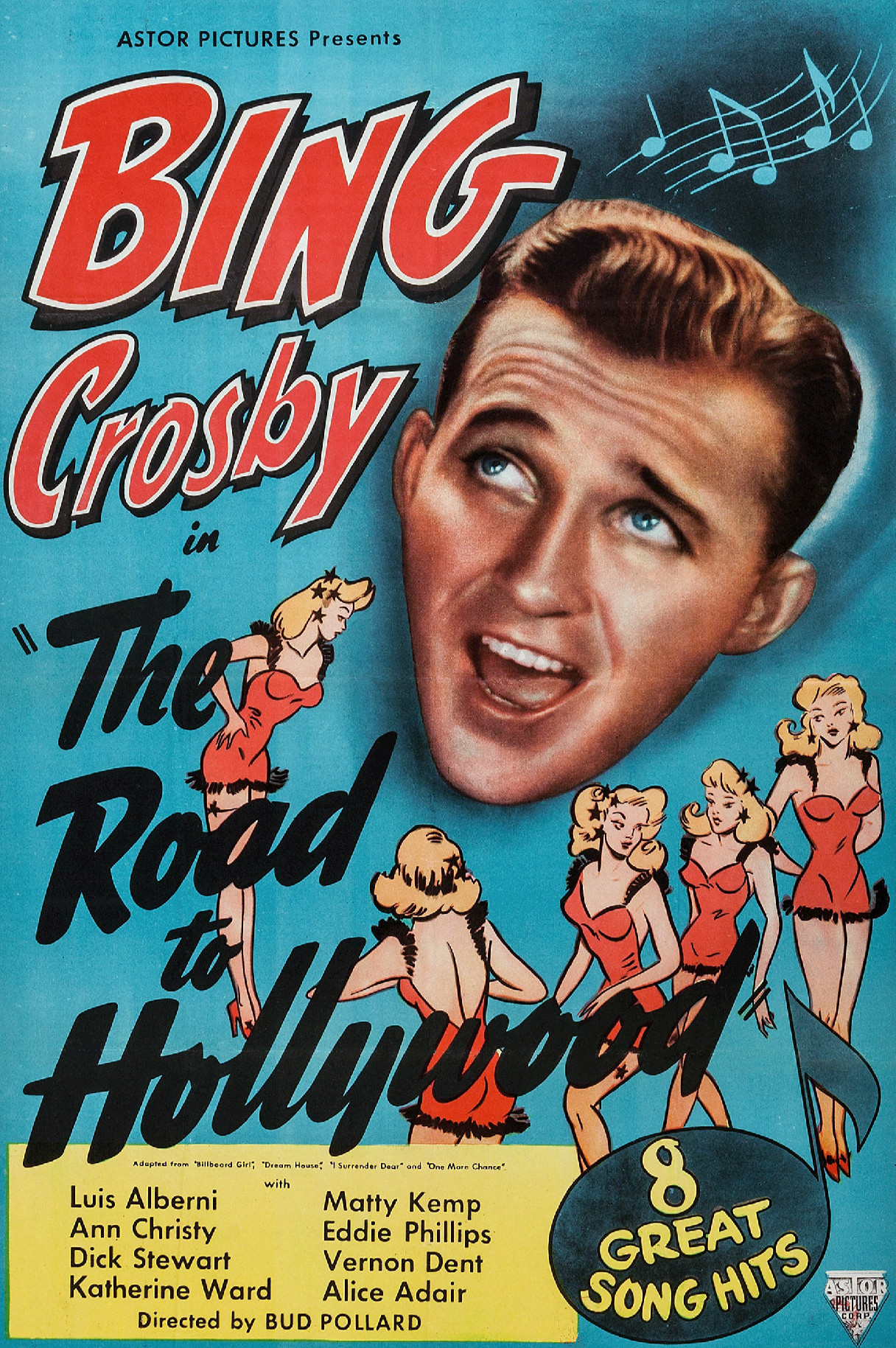
Affiche du film

The Road to Hollywood est un film américain réalisé par Bud Pollard, Del Lord, Leslie Pearce et Mack Sennett et sorti en 1947.

## Synopsis
Le film est constitué en partie d'extraits de films musicaux réalisés par Bing Crosby dans les studios de Mack Sennett entre 1931 et 1932.

## Fiche technique
- Réalisation : Bud Pollard, Del Lord, Leslie Pearce et Mack Sennett
- Scénario : 	John E. Gordon (adaptation), Harry McCoy, Earle Rodney
- Production : Bud Pollard
- Production : Paramount Pictures
- Distribution : Astor Pictures
- Photographie : Charles P. Boyle
- Montage : Bud Pollard
- Durée : 56 minutes
- Date de sortie : 7 mai 1947[2]

## Distribution
- Bing Crosby (images d'archive)
- Luis Alberni : le Marquis (images d'archive)
- Bud Pollard : narrateur
- Ann Christy : Betty Brooks (images d'archive)
- Patsy O'Leary : Ethel Bangs (images d'archive)
- George C. Pearce (images d'archive)
- Arthur Stone : (images d'archive)
- Dick Stewart : Jerry, (images d'archive)
- Lincoln Stedman : Whitman, (images d'archive)
- Kathrin Clare Ward : Mother Brooks (images d'archive)
- James Eagles : Mary's Brother (images d'archive)
- Matty Kemp : Percy Howard (images d'archive)
- Eddie Phillips : Reginald Duncan (images d'archive)
- Marion Sayers : Peggy (images d'archive)
- Julia Griffith : Ethel's Mother (images d'archive)
- George Gray as George Dobbs (images d'archive)
- Vernon Dent : (images d'archive)
- Alice Adair : Ethel Dobbs (images d'archive)
- Marjorie Kane : Mary Malone (images d'archive)